# Ušljivac
Ušljivac (lat. Pedicularis), veliki biljni rod iz porodice volovotkovki (Orobanchaceae). Priznato je preko 660 vrsta, od kojih je u Hrvatskoj poznata pršljenasti ušljivac (P. verticillata), koji je rasprostranjen po Europi, Aziji i Sjevernoj Americi. Druga poznata vrsta je kosmati ušljivac ili kitnjasti ušljivac (Pedicularis comosa), nadalje kratkozubičasti, bradasti, runjasti, tuličavi, planinski, čaškasti, glavičasti, ružičasti i močvarni ušljivac.
Ime roda dolazi od latinske riječi za uši, pediculus.

### Vrste
1. Pedicularis abrotanifolia M.Bieb. ex Steven
2. Pedicularis acaulis Scop.
3. Pedicularis achilleifolia Stephan ex Willd.
4. Pedicularis acmodonta Boiss.
5. Pedicularis adunca M.Bieb. ex Steven
6. Pedicularis × affinis Steininger
7. Pedicularis afghanica Wendelbo
8. Pedicularis alaica A.D.Li
9. Pedicularis alaschanica Maxim.
10. Pedicularis alatavica Stadlm. ex Vved.
11. Pedicularis alberti Regel
12. Pedicularis albida Pennell
13. Pedicularis albiflora (Hook.f.) Prain
14. Pedicularis allorrhampha Vved.
15. Pedicularis aloensis Hand.-Mazz.
16. Pedicularis alopecuroides Steven ex Spreng.
17. Pedicularis alopecuros Franch. ex Maxim.
18. Pedicularis × alpicola Rouy & Faure
19. Pedicularis altaica Stephan ex Steven
20. Pedicularis altifrontalis P.C.Tsoong
21. Pedicularis amoena Adams ex Steven
22. Pedicularis amoeniflora Vved.
23. Pedicularis amplicollis T.Yamaz.
24. Pedicularis amplituba H.L.Li
25. Pedicularis anas Maxim.
26. Pedicularis angularis P.C.Tsoong
27. Pedicularis angustifolia Benth.
28. Pedicularis angustilabris H.L.Li
29. Pedicularis angustiloba P.C.Tsoong
30. Pedicularis annapurnensis T.Yamaz.
31. Pedicularis anomala P.C.Tsoong & H.P.Yang
32. Pedicularis anserantha T.Yamaz.
33. Pedicularis anthemifolia Fisch. ex Colla
34. Pedicularis apodochila Maxim.
35. Pedicularis aquilina Bonati
36. Pedicularis × aranensis I.Soriano
37. Pedicularis arctoeuropaea (Hultén) Molau & D.F.Murray
38. Pedicularis armata Maxim.
39. Pedicularis artiae R.Kr.Singh, Kholia & Sudhakar
40. Pedicularis artselaeri Maxim.
41. Pedicularis ascendens Schleich. ex Gaudin
42. Pedicularis aschistorrhyncha C.Marquand & Airy Shaw
43. Pedicularis asparagoides Lapeyr.
44. Pedicularis asplenifolia Flörke ex Willd.
45. Pedicularis atra Bonati
46. Pedicularis atropurpurea Nordm.
47. Pedicularis atroviridis P.C.Tsoong
48. Pedicularis attollens A.Gray
49. Pedicularis atuntsiensis Bonati
50. Pedicularis aurantiaca (E.F.Sprague) Monfils & Prather
51. Pedicularis aurata (Bonati) H.L.Li
52. Pedicularis axillaris Franch. ex Maxim.
53. Pedicularis balkharica E.A.Busch
54. Pedicularis bambusetorum Hand.-Mazz.
55. Pedicularis batangensis Bureau & Franch.
56. Pedicularis baumgartenii Simonk.
57. Pedicularis bella Hook.f.
58. Pedicularis × bernardinensis Braun-Blanq.
59. Pedicularis bhutanomuscoides T.Yamaz.
60. Pedicularis × bicknellii Sommier
61. Pedicularis bicolor Diels
62. Pedicularis bicornuta Klotzsch
63. Pedicularis bidentata Maxim.
64. Pedicularis bietii Franch.
65. Pedicularis bifida (Buch.-Ham. ex D.Don) Pennell
66. Pedicularis binaria Maxim.
67. Pedicularis bipinnatifida (Pennell) R.R.Mill
68. Pedicularis birmanica Bonati
69. Pedicularis bomiensis H.P.Yang
70. Pedicularis × bonatii Faure
71. Pedicularis brachychila H.L.Li
72. Pedicularis brachycrania H.L.Li
73. Pedicularis brachyodonta Schloss. & Vuk.
74. Pedicularis brachystachys Bunge
75. Pedicularis bracteosa Benth.
76. Pedicularis breviflora Regel
77. Pedicularis brevifolia D.Don
78. Pedicularis brevilabris Franch.
79. Pedicularis brevirostris Pennell
80. Pedicularis breviscaposa T.Yamaz.
81. Pedicularis cabulica Benth.
82. Pedicularis cacuminidenta T.Yamaz.
83. Pedicularis cadmea Boiss.
84. Pedicularis caeruleoalbescens Wendelbo
85. Pedicularis canadensis L.
86. Pedicularis canescens P.C.Tsoong
87. Pedicularis capitata Adams
88. Pedicularis caucasica M.Bieb.
89. Pedicularis cenisia Gaudin
90. Pedicularis centranthera A.Gray
91. Pedicularis cephalantha Franch. ex Maxim.
92. Pedicularis cephalanthoides P.C.Tsoong
93. Pedicularis cernua Bonati
94. Pedicularis chamissonis Steven
95. Pedicularis chamissonoides T.Yamaz.
96. Pedicularis cheilanthifolia Schrenk
97. Pedicularis chengxianensis Z.G.Ma & Z.Z.Ma
98. Pedicularis chenocephala Diels
99. Pedicularis chihuahuensis G.L.Nesom
100. Pedicularis chinensis Maxim.
101. Pedicularis chingii Bonati
102. Pedicularis cholashanensis T.Yamaz.
103. Pedicularis chorgonica Regel & C.Winkl.
104. Pedicularis chroorrhyncha Vved.
105. Pedicularis chumbica Prain
106. Pedicularis cinerascens Franch.
107. Pedicularis clarkei Hook.f.
108. Pedicularis collata Prain
109. Pedicularis collettii Prain
110. Pedicularis columigera T.Yamaz.
111. Pedicularis comosa L.
112. Pedicularis compacta Stephan ex Willd.
113. Pedicularis comptoniifolia Franch. ex Maxim.
114. Pedicularis condensata M.Bieb.
115. Pedicularis confertiflora Prain
116. Pedicularis confluens P.C.Tsoong
117. Pedicularis conifera Maxim. ex Hemsl.
118. Pedicularis connata H.L.Li
119. Pedicularis contorta Benth.
120. Pedicularis cooperi P.C.Tsoong
121. Pedicularis cornigera T.Yamaz.
122. Pedicularis corydaloides Hand.-Mazz.
123. Pedicularis corymbifera H.P.Yang
124. Pedicularis cranolopha Maxim.
125. Pedicularis craspedotricha Maxim.
126. Pedicularis crassirostris Bunge
127. Pedicularis crenata Maxim.
128. Pedicularis crenularis H.L.Li
129. Pedicularis crenulata Benth.
130. Pedicularis cristatella Pennell & H.L.Li
131. Pedicularis croizatiana H.L.Li
132. Pedicularis cryptantha C.Marquand & Airy Shaw
133. Pedicularis curvipes Hook.f.
134. Pedicularis curvituba Maxim.
135. Pedicularis cyathophylla Franch.
136. Pedicularis cyathophylloides H.Limpr.
137. Pedicularis cyclorhyncha H.L.Li
138. Pedicularis cymbalaria Bonati
139. Pedicularis cyrtorhyncha Pennell
140. Pedicularis cystopteridifolia Rydb.
141. Pedicularis czuiliensis Semiotr.
142. Pedicularis daghestanica Bonati
143. Pedicularis daltonii Prain
144. Pedicularis daochengensis H.P.Yang
145. Pedicularis dasyantha Hadac
146. Pedicularis dasystachys Schrenk
147. Pedicularis daucifolia Bonati
148. Pedicularis davidii Franch.
149. Pedicularis debilis Franch. ex Maxim.
150. Pedicularis decora Franch.
151. Pedicularis decorissima Diels
152. Pedicularis delavayi Franch. ex Maxim.
153. Pedicularis × delphinata Steininger
154. Pedicularis deltoidea Franch. ex Maxim.
155. Pedicularis densiflora Benth.
156. Pedicularis densispica Franch. ex Maxim.
157. Pedicularis denudata Hook.f.
158. Pedicularis deqinensis H.P.Yang
159. Pedicularis dhurensis R.R.Mill
160. Pedicularis dichotoma Bonati
161. Pedicularis dichrocephala Hand.-Mazz.
162. Pedicularis dielsiana Bonati
163. Pedicularis diffusa Prain
164. Pedicularis dissecta (Bonati) Pennell & H.L.Li
165. Pedicularis dissectifolia H.L.Li
166. Pedicularis dolichantha Bonati
167. Pedicularis dolichocymba Hand.-Mazz.
168. Pedicularis dolichoglossa H.L.Li
169. Pedicularis dolichorrhiza Schrenk
170. Pedicularis dolichostachya H.L.Li
171. Pedicularis domzeyensis P.C.Tsoong
172. Pedicularis dubia B.Fedtsch.
173. Pedicularis duclouxii Bonati
174. Pedicularis dudleyi Elmer
175. Pedicularis dulongensis H.P.Yang
176. Pedicularis dunniana Bonati
177. Pedicularis eburnata B.L.Rob. & Seaton
178. Pedicularis elata Willd.
179. Pedicularis elegans Ten.
180. Pedicularis elephantiflora T.Yamaz.
181. Pedicularis elephantoides Benth.
182. Pedicularis elephas Boiss.
183. Pedicularis elisabethae T.N.Popova
184. Pedicularis elliotii P.C.Tsoong
185. Pedicularis elongata A.Kern.
186. Pedicularis elsholtzioides T.Yamaz.
187. Pedicularis elwesii Hook.f.
188. Pedicularis eriantha (Boiss. & Buhse) T.N.Popova
189. Pedicularis eriophora Turcz.
190. Pedicularis ernesti-mayeri Stevan., Niketić & D.Lakušić
191. Pedicularis evrardii Bonati
192. Pedicularis excelsa Hook.f.
193. Pedicularis exigua H.L.Li
194. Pedicularis fargesii Franch.
195. Pedicularis fastigiata Franch.
196. Pedicularis × faurei Rouy
197. Pedicularis fengii H.L.Li
198. Pedicularis ferdinandi Bornm.
199. Pedicularis fetisowii Regel
200. Pedicularis filicifolia Hemsl.
201. Pedicularis filicula Franch.
202. Pedicularis filiculiformis P.C.Tsoong
203. Pedicularis fissa Turcz.
204. Pedicularis flaccida Prain
205. Pedicularis flagellaris Benth.
206. Pedicularis flammea L.
207. Pedicularis flava Pall.
208. Pedicularis fletcheri P.C.Tsoong
209. Pedicularis flexosoides T.Yamaz.
210. Pedicularis flexuosa Hook.f.
211. Pedicularis floribunda Franch.
212. Pedicularis foliosa L.
213. Pedicularis forrestiana Bonati
214. Pedicularis fragarioides P.C.Tsoong
215. Pedicularis fragilis Prain ex Maxim.
216. Pedicularis franchetiana Maxim.
217. Pedicularis friderici-augusti Tomm.
218. Pedicularis furbishiae S.Watson
219. Pedicularis furfuracea Wall. ex Benth.
220. Pedicularis gagnepainiana Bonati
221. Pedicularis galeata Bonati
222. Pedicularis gammieana Prain
223. Pedicularis ganpinensis Vaniot ex Bonati
224. Pedicularis garckeana Prain ex Maxim.
225. Pedicularis geniculata T.Yamaz.
226. Pedicularis geosiphon Harry Sm. & C.H.Tsoong
227. Pedicularis gibbera Prain
228. Pedicularis × gillotana Rouy & Faure
229. Pedicularis giraldiana Bonati
230. Pedicularis glabra McVaugh & Mellich.
231. Pedicularis glabrescens H.L.Li
232. Pedicularis × glantschnigiana Ronniger
233. Pedicularis globifera Hook.f.
234. Pedicularis gloriosa Bisset & S.Moore
235. Pedicularis gongshanensis H.P.Yang
236. Pedicularis gordonii McVaugh & Koptur
237. Pedicularis gracilicaulis H.L.Li
238. Pedicularis gracilis Wall. ex Benth.
239. Pedicularis gracilituba H.L.Li
240. Pedicularis graeca Bunge
241. Pedicularis grigorjevii Ivanina
242. Pedicularis griniformis T.Yamaz.
243. Pedicularis groenlandica Retz.
244. Pedicularis gruiflora T.Yamaz.
245. Pedicularis gruina Franch. ex Maxim.
246. Pedicularis gyirongensis H.P.Yang
247. Pedicularis gymnostachya (Trautv.) Khokhr.
248. Pedicularis gypsicola Vved.
249. Pedicularis gyroflexa Vill.
250. Pedicularis gyrorhyncha Franch. ex Maxim.
251. Pedicularis habachanensis Bonati
252. Pedicularis hacquetii Graf
253. Pedicularis hemsleyana Prain
254. Pedicularis henryi Maxim.
255. Pedicularis heterodonta Pančić
256. Pedicularis heydei Prain
257. Pedicularis hicksii P.C.Tsoong
258. Pedicularis hintonii McVaugh & Mellich.
259. Pedicularis hirsuta L.
260. Pedicularis hirtella Franch.
261. Pedicularis hoermanniana K.Malý
262. Pedicularis hoffmeisteri Klotzsch
263. Pedicularis holocalyx Hand.-Mazz.
264. Pedicularis honanensis P.C.Tsoong
265. Pedicularis hookeriana Wall. ex Benn.
266. Pedicularis howellii A.Gray
267. Pedicularis humilis Bonati
268. Pedicularis husainiana P.Agnihotri, D.Husain, D.Sahoo & S.K.Barik
269. Pedicularis × huteri A.Kern.
270. Pedicularis hyperborea Vved.
271. Pedicularis hypophylla T.Yamaz.
272. Pedicularis ikomae Sasaki
273. Pedicularis imbricata P.C.Tsoong
274. Pedicularis inaequilobata P.C.Tsoong
275. Pedicularis incarnata L.
276. Pedicularis × incarnatoides Steininger
277. Pedicularis incisopetala E.Menzel, H.Menzel & Zoller
278. Pedicularis inconspicua P.C.Tsoong
279. Pedicularis incurva Benth.
280. Pedicularis infirma H.L.Li
281. Pedicularis inflexirostris F.S.Yang, D.Y.Hong & Xiao Q.Wang
282. Pedicularis ingens Maxim.
283. Pedicularis insignis Bonati
284. Pedicularis instar Prain ex Maxim.
285. Pedicularis integrifolia Hook.f.
286. Pedicularis interrupta Stephan ex Willd.
287. Pedicularis ishidoyana Koidz. & Ohwi
288. Pedicularis iwatensis Ohwi
289. Pedicularis julica E.Mayer
290. Pedicularis junatovii Ivanina
291. Pedicularis kangtingensis P.C.Tsoong
292. Pedicularis kansuensis Maxim.
293. Pedicularis karakorumiana T.Yamaz.
294. Pedicularis karatavica Pavlov
295. Pedicularis kariensis Bonati
296. Pedicularis karoi Freyn
297. Pedicularis kashmiriana Pennell
298. Pedicularis kaufmannii Pinzger
299. Pedicularis kawaguchii T.Yamaz.
300. Pedicularis keiskei Franch. & Sav.
301. Pedicularis kerneri Dalla Torre
302. Pedicularis khasiana (Hook.f.) Pennell
303. Pedicularis kialensis Franch.
304. Pedicularis kiangsiensis P.C.Tsoong & S.H.Cheng
305. Pedicularis kingii Prain
306. Pedicularis klotzschii Hurus.
307. Pedicularis koidzumiana Tatew. & Ohwi
308. Pedicularis kokpakensis Semiotr.
309. Pedicularis kolymensis A.P.Khokhr.
310. Pedicularis kongboensis P.C.Tsoong
311. Pedicularis korolkowii Regel
312. Pedicularis koshiensis T.Yamaz.
313. Pedicularis koueytchensis Bonati
314. Pedicularis krylowii Bonati
315. Pedicularis kuljabensis Ivanina
316. Pedicularis kungeica Bajtenov
317. Pedicularis kuruchuensis T.Yamaz.
318. Pedicularis kusnetzovii Kom.
319. Pedicularis labordei Vaniot ex Bonati
320. Pedicularis labradorica Wirsing
321. Pedicularis lachnoglossa Hook.f.
322. Pedicularis laktangensis Bonati
323. Pedicularis lamioides Hand.-Mazz.
324. Pedicularis lamjungensis T.Yamaz.
325. Pedicularis lanata Cham. & Schltdl.
326. Pedicularis lanceifolia P.C.Tsoong
327. Pedicularis lanceolata Michx.
328. Pedicularis langsdorffii Fisch. ex Steven
329. Pedicularis lanpingensis H.P.Yang
330. Pedicularis lapponica L.
331. Pedicularis lasiophrys Maxim.
332. Pedicularis lasiostachys Bunge
333. Pedicularis latibracteata T.Yamaz.
334. Pedicularis latirostris P.C.Tsoong
335. Pedicularis latituba Bonati
336. Pedicularis laxiflora Franch.
337. Pedicularis laxispica H.L.Li
338. Pedicularis lecomtei Bonati
339. Pedicularis legendrei Bonati
340. Pedicularis leptosiphon H.L.Li
341. Pedicularis leucodon Griseb.
342. Pedicularis lhasana T.Yamaz.
343. Pedicularis liguliflora T.Yamaz.
344. Pedicularis likiangensis Franch. ex Maxim.
345. Pedicularis limithangensis T.Yamaz.
346. Pedicularis limnogena A.Kern.
347. Pedicularis limprichtiana Hand.-Mazz.
348. Pedicularis lineata Franch.
349. Pedicularis lingelsheimiana H.Limpr.
350. Pedicularis lobatorostrata T.Yamaz.
351. Pedicularis longicalyx H.P.Yang
352. Pedicularis longicaulis Franch.
353. Pedicularis longiflora Rudolph
354. Pedicularis longipedicellata P.C.Tsoong
355. Pedicularis longipes Maxim.
356. Pedicularis longipetiolata Franch.
357. Pedicularis longistipitata P.C.Tsoong
358. Pedicularis lophotricha H.L.Li
359. Pedicularis ludlowiana P.C.Tsoong
360. Pedicularis ludwigii Regel
361. Pedicularis lunglingensis Bonati
362. Pedicularis lutescens Franch.
363. Pedicularis lyrata Prain ex Maxim.
364. Pedicularis macilenta Franch.
365. Pedicularis macrochila Vved.
366. Pedicularis macrorhyncha H.L.Li
367. Pedicularis macrosiphon Franch.
368. Pedicularis mairei Bonati
369. Pedicularis mandshurica Maxim.
370. Pedicularis mariae Regel
371. Pedicularis × martellii Bonati
372. Pedicularis masalskyi Semiotr.
373. Pedicularis × mathoneti Bonati ex Rouy
374. Pedicularis maximowiczii Krasn.
375. Pedicularis maxonii Bonati
376. Pedicularis mayana Hand.-Mazz.
377. Pedicularis × mayeri Daksk. & Vreš
378. Pedicularis megalantha D.Don
379. Pedicularis megalochila H.L.Li
380. Pedicularis melalimne R.R.Mill
381. Pedicularis melampyriflora Franch.
382. Pedicularis membranacea H.L.Li
383. Pedicularis merrilliana H.L.Li
384. Pedicularis metaszetschuanica P.C.Tsoong
385. Pedicularis meteororhyncha H.L.Li
386. Pedicularis mexicana Zucc. ex Benth.
387. Pedicularis micrantha H.L.Li
388. Pedicularis microcalyx Hook.f.
389. Pedicularis microchila Franch.
390. Pedicularis microloba R.R.Mill
391. Pedicularis milliana W.B.Yu, D.Z.Li & H.Wang
392. Pedicularis milosevicii Krivka & Holubec
393. Pedicularis minima P.C.Tsoong & S.H.Cheng
394. Pedicularis minutilabris P.C.Tsoong
395. Pedicularis mixta Gren.
396. Pedicularis mollis Wall. ex Benth.
397. Pedicularis monbeigiana Bonati
398. Pedicularis × monnieri Rouy
399. Pedicularis moschata Maxim.
400. Pedicularis moupinensis Franch.
401. Pedicularis mucronulata P.C.Tsoong
402. Pedicularis muguensis T.Yamaz.
403. Pedicularis multicaulis Bonati
404. Pedicularis multicolor W.Jun Li, K.Y.Guan, Abduraimov & Y.Feng
405. Pedicularis multiflora Pennell
406. Pedicularis munzurdaghensis Armagan
407. Pedicularis murreeana R.R.Mill
408. Pedicularis muscicola Maxim.
409. Pedicularis muscoides H.L.Li
410. Pedicularis mussotii Franch.
411. Pedicularis mustanghatana T.Yamaz.
412. Pedicularis mychophila C.Marquand & Airy Shaw
413. Pedicularis myriantha H.L.Li
414. Pedicularis myriophylla Pall.
415. Pedicularis nana C.E.C.Fisch.
416. Pedicularis nanchuanensis P.C.Tsoong
417. Pedicularis nanfutashanensis T.Yamaz.
418. Pedicularis nasturtiifolia Franch.
419. Pedicularis nasuta M.Bieb. ex Steven
420. Pedicularis neofischeri P.C.Tsoong
421. Pedicularis nepalensis Prain
422. Pedicularis nigra (Bonati) Vaniot ex Bonati
423. Pedicularis ningjuingensis T.Yamaz.
424. Pedicularis nipponica Makino
425. Pedicularis nobilis Bonati
426. Pedicularis nodosa Pennell
427. Pedicularis nordmanniana Bunge
428. Pedicularis novaiae-zemliae (Hultén) Kozhevn.
429. Pedicularis numeniicephala T.Yamaz.
430. Pedicularis numidica Pomel
431. Pedicularis nyalamensis H.P.Yang
432. Pedicularis nyingchiensis H.P.Yang & Tateishi
433. Pedicularis obliquigaleata W.B.Yu & H.Wang
434. Pedicularis obscura Bonati
435. Pedicularis ochiaiana Makino
436. Pedicularis ochotensis A.P.Khokhr.
437. Pedicularis ochrorrhyncha Galushko & T.N.Popova
438. Pedicularis odontochila Diels
439. Pedicularis odontocorys T.Yamaz.
440. Pedicularis odontoloma T.Yamaz.
441. Pedicularis odontophora Prain
442. Pedicularis oederi Vahl
443. Pedicularis olgae Regel
444. Pedicularis oligantha Franch. ex Maxim.
445. Pedicularis oliveriana Prain
446. Pedicularis olympica Boiss.
447. Pedicularis omiiana Bonati
448. Pedicularis ophiocephala Maxim.
449. Pedicularis orizabae Schltdl. & Cham.
450. Pedicularis ornithorhynchos Benth.
451. Pedicularis orthantha Griseb.
452. Pedicularis orthocoryne H.L.Li
453. Pedicularis oxycarpa Franch. ex Maxim.
454. Pedicularis oxyrhyncha T.Yamaz.
455. Pedicularis pacifica (Hultén) Kozhevn.
456. Pedicularis paiana H.L.Li
457. Pedicularis pallasii Vved.
458. Pedicularis × pallidiflora I.Soriano
459. Pedicularis palustris L.
460. Pedicularis panjutinii E.A.Busch
461. Pedicularis pantlingii Prain
462. Pedicularis paradoxa (Prain) T.Yamaz.
463. Pedicularis parryi A.Gray
464. Pedicularis parviflora Sm.
465. Pedicularis pauciflora (Prain ex Maxim.) Pennell
466. Pedicularis paxiana H.Limpr.
467. Pedicularis pectinata Wall. ex Benth.
468. Pedicularis pectinatiformis Bonati
469. Pedicularis pennellii Hultén
470. Pedicularis × pennina Gaudin
471. Pedicularis pentagona H.L.Li
472. Pedicularis perpusilla P.C.Tsoong
473. Pedicularis perrottetii Benth.
474. Pedicularis petelotii P.C.Tsoong
475. Pedicularis petiolaris Ten.
476. Pedicularis petitmenginii Bonati
477. Pedicularis petrophila H.L.Li
478. Pedicularis phaceliifolia Franch.
479. Pedicularis pheulpinii Bonati
480. Pedicularis physocalyx Bunge
481. Pedicularis pilostachya Maxim.
482. Pedicularis pinetorum Hand.-Mazz.
483. Pedicularis platychila P.C.Tsoong
484. Pedicularis platyrhyncha Schrenk
485. Pedicularis plicata Maxim.
486. Pedicularis poluninii P.C.Tsoong
487. Pedicularis polygaloides Hook.f.
488. Pedicularis polyodonta H.L.Li
489. Pedicularis pontica Boiss.
490. Pedicularis popovii Vved.
491. Pedicularis porrecta Wall. ex Benth.
492. Pedicularis porriginosa P.C.Tsoong
493. Pedicularis portenschlagii Saut. ex Rchb.
494. Pedicularis potaninii Maxim.
495. Pedicularis praeruptorum Bonati
496. Pedicularis praetermissa (I.Soriano, M.Bernal & Sánchez-Cux.) Aymerich & L.Sáez
497. Pedicularis prainiana Maxim.
498. Pedicularis princeps Franch.
499. Pedicularis proboscidea Steven
500. Pedicularis procera A.Gray
501. Pedicularis przewalskii Maxim.
502. Pedicularis × pseudoasplenifolia Steininger
503. Pedicularis pseudoatra Bonati
504. Pedicularis pseudocephalantha Bonati
505. Pedicularis pseudocurvituba P.C.Tsoong
506. Pedicularis pseudoheydei P.C.Tsoong
507. Pedicularis pseudohookeriana T.Yamaz.
508. Pedicularis pseudoingens Bonati
509. Pedicularis pseudomelampyriflora Bonati
510. Pedicularis pseudomuscicola Bonati
511. Pedicularis pseudoregeliana P.C.Tsoong
512. Pedicularis pseudosteiningeri Bonati
513. Pedicularis pseudoversicolor Hand.-Mazz.
514. Pedicularis pteridifolia Bonati
515. Pedicularis pubiflora Vved.
516. Pedicularis pulchella Pennell
517. Pedicularis pulchra Paulsen
518. Pedicularis punctata Decne.
519. Pedicularis purpurea Pennell
520. Pedicularis pushpangadanii T.Husain & Arti Garg
521. Pedicularis pycnantha Boiss.
522. Pedicularis pygmaea Maxim.
523. Pedicularis pyramidata Royle ex Benth.
524. Pedicularis pyrenaica J.Gay
525. Pedicularis qinghaiensis T.Yamaz.
526. Pedicularis quxiangensis H.P.Yang
527. Pedicularis racemosa Douglas ex Benth.
528. Pedicularis raghvendrae Arti Garg & R.Kr.Singh
529. Pedicularis rainierensis Pennell & F.A.Warren
530. Pedicularis ramosissima Bonati
531. Pedicularis rechingeri Wendelbo
532. Pedicularis recurva Maxim.
533. Pedicularis recutita L.
534. Pedicularis refracta (Maxim.) Maxim.
535. Pedicularis regeliana Prain
536. Pedicularis remotiloba Hand.-Mazz.
537. Pedicularis reptans P.C.Tsoong
538. Pedicularis resupinata L.
539. Pedicularis retingensis P.C.Tsoong
540. Pedicularis rex C.B.Clarke ex Maxim.
541. Pedicularis reynieri Bonati
542. Pedicularis rhinanthoides Schrenk ex Fisch. & C.A.Mey.
543. Pedicularis rhizomatosa P.C.Tsoong
544. Pedicularis rhodotricha Maxim.
545. Pedicularis rhynchodonta Bureau & Franch.
546. Pedicularis rhynchotricha P.C.Tsoong
547. Pedicularis rigginsiae D.J.Keil
548. Pedicularis rigida Franch. ex Maxim.
549. Pedicularis rigidescens T.Yamaz.
550. Pedicularis rigidiformis Bonati
551. Pedicularis rizhaoensis H.P.Yang
552. Pedicularis roborowskii Maxim.
553. Pedicularis robusta Hook.f.
554. Pedicularis rohtangensis Aswal, Goel & Mehrotra
555. Pedicularis rosea Wulfen
556. Pedicularis roseialba T.Yamaz.
557. Pedicularis rostratocapitata Crantz
558. Pedicularis rostratospicata Crantz
559. Pedicularis rotundifolia C.E.C.Fisch.
560. Pedicularis × rouyana F.O.Wolf ex Rouy
561. Pedicularis roylei Maxim.
562. Pedicularis rubens Stephan ex Willd.
563. Pedicularis rudis Maxim.
564. Pedicularis ruoergaiensis H.P.Yang
565. Pedicularis rupicola Franch.
566. Pedicularis × sagalaevii V.V.Byalt & Firsov
567. Pedicularis salicifolia Bonati
568. Pedicularis salviiflora Franch.
569. Pedicularis sanguilimbata R.R.Mill
570. Pedicularis sarawschanica Regel
571. Pedicularis sceptrum-carolinum L.
572. Pedicularis schistostegia Vved.
573. Pedicularis schizocalyx (Lange) Steininger
574. Pedicularis schizorrhyncha Prain
575. Pedicularis schugnana B.Fedtsch.
576. Pedicularis scolopax Maxim.
577. Pedicularis scopulorum A.Gray
578. Pedicularis scullyana Prain ex Maxim.
579. Pedicularis sectifolia T.Yamaz.
580. Pedicularis semenowii Regel
581. Pedicularis semibarbata A.Gray
582. Pedicularis semitorta Maxim.
583. Pedicularis shansiensis P.C.Tsoong
584. Pedicularis sherriffii P.C.Tsoong
585. Pedicularis siamensis P.C.Tsoong
586. Pedicularis sibirica Vved.
587. Pedicularis sibthorpii Boiss.
588. Pedicularis sigmoidea Franch.
589. Pedicularis sikkimensis Bonati
590. Pedicularis sima Maxim.
591. Pedicularis siphonantha D.Don
592. Pedicularis smithiana Bonati
593. Pedicularis songarica Schrenk ex Fisch. & C.A.Mey.
594. Pedicularis sorbifolia P.C.Tsoong
595. Pedicularis souliei Franch.
596. Pedicularis sphaerantha P.C.Tsoong
597. Pedicularis spicata Pall.
598. Pedicularis stadlmanniana Bonati
599. Pedicularis staintonii R.R.Mill
600. Pedicularis steiningeri Bonati
601. Pedicularis stenantha Franch.
602. Pedicularis stenophylla H.L.Li
603. Pedicularis stenotheca P.C.Tsoong
604. Pedicularis stewartii Pennell
605. Pedicularis straussii Hausskn.
606. Pedicularis streptorhyncha P.C.Tsoong
607. Pedicularis striata Pall.
608. Pedicularis strobilacea Franch.
609. Pedicularis stylosa H.P.Yang
610. Pedicularis subrostrata C.A.Mey.
611. Pedicularis subulatidens P.C.Tsoong
612. Pedicularis sudetica Willd.
613. Pedicularis sunkosiana T.Yamaz.
614. Pedicularis superba Franch. ex Maxim.
615. Pedicularis svenhedinii Paulsen
616. Pedicularis sylvatica L.
617. Pedicularis szetschuanica Maxim.
618. Pedicularis tachanensis Bonati
619. Pedicularis tahaiensis Bonati
620. Pedicularis takpoensis P.C.Tsoong
621. Pedicularis talassica Vved.
622. Pedicularis taliensis Bonati
623. Pedicularis tamurensis T.Yamaz.
624. Pedicularis tantalorhyncha Franch. ex Bonati
625. Pedicularis tantalorhynchoides P.C.Tsoong
626. Pedicularis tapaoensis P.C.Tsoong
627. Pedicularis tatarinowii Maxim.
628. Pedicularis tatianae Bordz.
629. Pedicularis tatsienensis Bureau & Franch.
630. Pedicularis tayloriana P.C.Tsoong
631. Pedicularis tenacifolia P.C.Tsoong
632. Pedicularis tenera H.L.Li
633. Pedicularis tenuicaulis Prain
634. Pedicularis tenuirostris Benth.
635. Pedicularis tenuisecta Franch. ex Maxim.
636. Pedicularis tenuituba Pennell & H.L.Li
637. Pedicularis ternata Maxim.
638. Pedicularis terrenoflora T.Yamaz.
639. Pedicularis thailandica T.Yamaz.
640. Pedicularis thamnophila (Hand.-Mazz.) H.L.Li
641. Pedicularis tianschanica Rupr.
642. Pedicularis tibetica Franch.
643. Pedicularis tomentosa H.L.Li
644. Pedicularis tongolensis Franch.
645. Pedicularis torta Maxim.
646. Pedicularis transversa Baimukhambetova
647. Pedicularis triangularidens P.C.Tsoong
648. Pedicularis trichocymba H.L.Li
649. Pedicularis trichodonta T.Yamaz.
650. Pedicularis trichoglossa Hook.f.
651. Pedicularis trichomata H.L.Li
652. Pedicularis tricolor Hand.-Mazz.
653. Pedicularis tripinnata M.Martens & Galeotti
654. Pedicularis tristis L.
655. Pedicularis tsaii H.L.Li
656. Pedicularis tsangchanensis Franch. ex Maxim.
657. Pedicularis tsarungensis H.L.Li
658. Pedicularis tsekouensis Bonati
659. Pedicularis tsiangii H.L.Li
660. Pedicularis tsoongii T.Yamaz.
661. Pedicularis tuberosa L.
662. Pedicularis uliginosa Bunge
663. Pedicularis umbelliformis H.L.Li
664. Pedicularis uralensis Vved.
665. Pedicularis urceolata P.C.Tsoong
666. Pedicularis vagans Hemsl.
667. Pedicularis variegata H.L.Li
668. Pedicularis venusta Schangin ex Bunge
669. Pedicularis verae Vved.
670. Pedicularis verbenifolia Franch. ex Maxim.
671. Pedicularis × verlotii Arv.-Touv.
672. Pedicularis veronicifolia Franch.
673. Pedicularis verticillata L.
674. Pedicularis vialii Franch.
675. Pedicularis villosa Ledeb. ex Spreng.
676. Pedicularis violascens Schrenk
677. Pedicularis × vulpii Solms
678. Pedicularis waldheimii Bonati
679. Pedicularis wallichii Bunge
680. Pedicularis wanghongiae M.L.Liu & W.B.Yu
681. Pedicularis wardii Bonati
682. Pedicularis weixiensis H.P.Yang
683. Pedicularis × wettsteiniana Bonati
684. Pedicularis wilhelmsiana Fisch. ex M.Bieb.
685. Pedicularis wilsonii Bonati
686. Pedicularis wlassowiana Steven
687. Pedicularis woodii R.R.Mill
688. Pedicularis xiangchengensis H.P.Yang
689. Pedicularis xiqingshanensis H.Y.Feng & J.Z.Sun
690. Pedicularis xylopoda P.C.Tsoong
691. Pedicularis yalungensis T.Yamaz.
692. Pedicularis yamazakiana R.R.Mill
693. Pedicularis yanyuanensis H.P.Yang
694. Pedicularis yaoshanensis H.Wang
695. Pedicularis yarilaica R.R.Mill
696. Pedicularis yezoensis Maxim.
697. Pedicularis yui H.L.Li
698. Pedicularis yunnanensis Franch. ex Maxim.
699. Pedicularis zayuensis H.P.Yang
700. Pedicularis zeylanica Benth.
701. Pedicularis zhongdianensis H.P.Yang